# 塞里尼亚克佩布杜
塞里尼亚克佩布杜（法語：Sérignac-Péboudou，法語發音：[seʁiɲak pebudu]）是法国洛特-加龙省的一个市镇，属于洛特河畔新城区。

## 地理
塞里尼亚克佩布杜（44°36'53"N, 0°32'24"E）面积12.12 平方千米，位于法国新阿基坦大区洛特-加龍省，该省份为法国西南部内陆省份，北起多爾多涅省，西接吉倫特省和朗德省，南至热尔省，东临塔恩-加龙省和洛特省。
与塞里尼亚克佩布杜接壤的市镇（或旧市镇、城区）包括：杜赞、洛赞、蒙托里奥勒、圣科隆德洛赞、塞加拉。

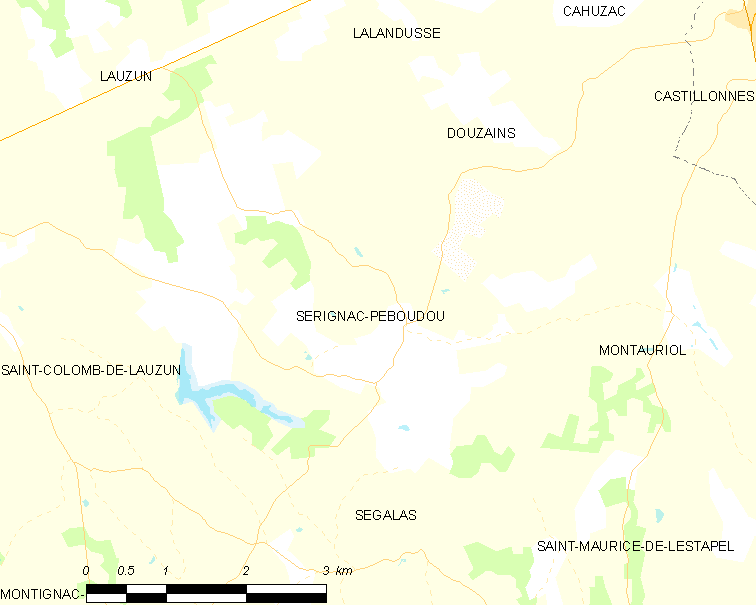
塞里尼亚克佩布杜的OSM定位图

塞里尼亚克佩布杜的时区为UTC+01:00、UTC+02:00（夏令时）。

## 行政
塞里尼亚克佩布杜的邮政编码为47410，INSEE市镇编码为47299。

## 政治
塞里尼亚克佩布杜所属的省级选区为德罗河谷县。

## 人口

1962-2008年间塞里尼亚克佩布杜人口变化图示

塞里尼亚克佩布杜于2022年1月1日时的人口数量为176人。